# Nadeschda Nejnski

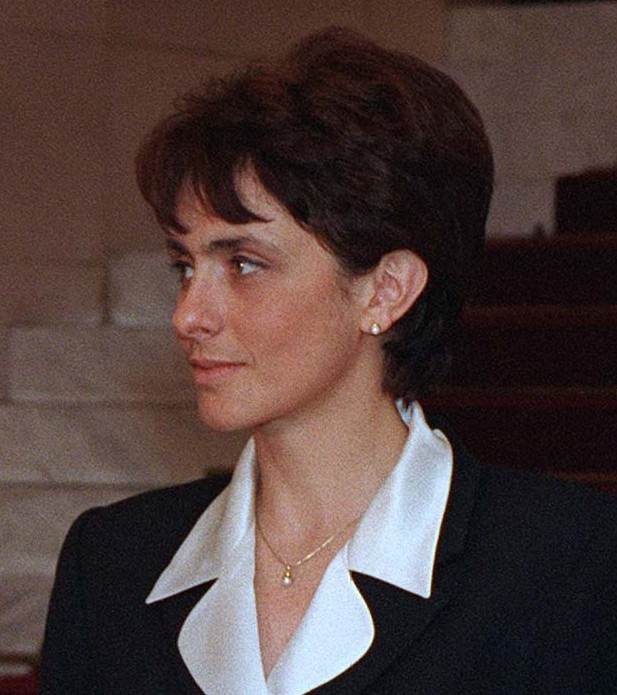
Nadeschda Michailowa (1997)

Nadeschda Nikolowa Nejnski (geboren Michailowa; bulgarisch Надежда Николова Нейнски (Михайлова); geläufige, englische Transkription Nadezhda Nikolova Neynsky; * 9. August 1962 in Sofia) ist eine bulgarische Politikerin und gehört der Blauen Koalition an. Sie startete ihre politische Karriere bei der liberal-konservativen Radikaldemokratischen Partei Bulgariens.
Sie war Außenministerin in der Regierung von Iwan Kostow zwischen 1997 und 2001. Zwischen 2002 und 2005 war sie Parteivorsitzende der Union der Demokratischen Kräfte (SDS).
Bei der Europawahl in Bulgarien 2009 war sie die Spitzenkandidatin der Blauen Koalition und wurde als Abgeordnete in das Europäische Parlament gewählt.
Im Mai 2012 gründete sie zusammen mit dem österreichischen Europa-Abgeordneten Paul Rübig und dem dänischen Abgeordneten Bendt Bendtsen die Europäische Mittelstands- und Wirtschaftsvereinigung der Europäischen Volkspartei, SME Europe.
Seit 2015 ist sie Botschafterin Bulgariens in der Türkei.